# Uzdolnienie
Uzdolnienie (talent) – wrodzone predyspozycje w dziedzinie intelektualnej, ruchowej lub artystycznej przejawiające się ponadprzeciętnym stopniem sprawności w danej dziedzinie lub zdolnością do szybkiego uczenia się jej.
W cybernetycznej teorii systemów autonomicznych (autonomów) talent to preferencyjność korelatora. Im jest ona większa, tym większa jest zdolność systemu autonomicznego do wytwarzania wyobrażeń szczególnego rodzaju, co odpowiada talentowi intelektualnemu w psychologii. Ponieważ korelator ma wpływ na efektory oddziałujące na otoczenie systemu, rodzaj i stopień sprawności tej drogi owocuje talentami ruchowymi, praktycznymi. W korelatorach zbudowanych w postaci sieci neuronowej talent zależy głównie od gęstości ułożenia neuronów odpowiedzialnych za dany rodzaj operacji, działań. Im jest ona większa, tym większy talent i odwrotniemarzec 2018.

## Uzdolnienia (klasyfikacja)
- uzdolnienia językowe (lingwistyczne)
- uzdolnienia literackie
- uzdolnienia do nauki literatury
- uzdolnienia czytelnicze
- uzdolnienia matematyczne
- uzdolnienia techniczne
- uzdolnienia muzyczne
- uzdolnienia plastyczne
- uzdolnienia pedagogiczne
- uzdolnienia społeczne
- uzdolnienia empatyczne[2]
- uzdolnienia sportowe